# Trudel Meyer
Gertrud „Trudel“ Meyer (* 18. Juni 1922 in Dortmund; † 12. November 1989) war eine deutsche Politikerin (SPD).
Nach dem Schulbesuch absolvierte Meyer von 1939 bis 1941 eine kaufmännische Lehre im Einzelhandel und arbeitete anschließend bis 1945 als Kontoristin und Buchhalterin. Seit August 1945 war sie als Sekretärin beim Deutschen Gewerkschaftsbund (DGB) tätig. Sie trat 1945 in die SPD ein und gehörte dem Deutschen Bundestag von 1953 bis 1957 an. Sie war über die Landesliste Nordrhein-Westfalen ins Parlament eingezogen.